# Augustinus Bludau

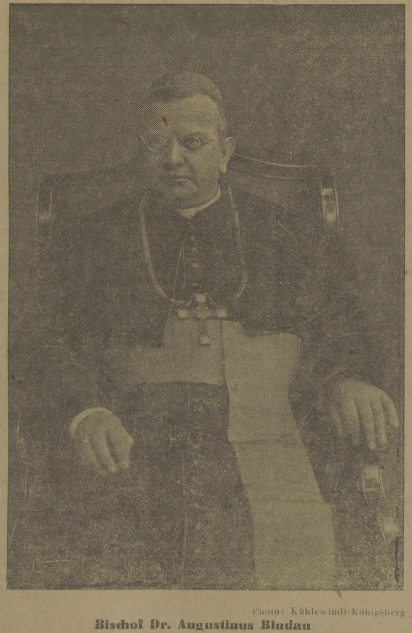
Augustinus Bludau

Augustinus Bludau (* 6. März 1862 in Guttstadt, Ermland; † 9. Februar 1930 in Frauenburg) war ein römisch-katholischer Theologe und Bischof von Ermland.

## Leben
Der Sohn eines Schneidermeisters besuchte in Elbing das Gymnasium und studierte ab 1883 am Lyceum Hosianum in Braunsberg zunächst Philosophie und ab dem Wintersemester 1884/85 Theologie. Er wurde dort aktives Mitglied der katholischen Studentenverbindung Warmia im KV. Am 13. März 1887 empfing er in Frauenburg die Priesterweihe und war zunächst zwei Jahre Kaplan in Marienwerder. Von 1889 bis 1891 setzte er seine theologischen Studien in Münster fort, die er mit der Promotion zum Dr. theol. abschloss. 1894 wurde er Subregens des Priesterseminars und Präfekt am bischöflichen Knabenkonvikt im Lyceum Hosianum. 1895 wurde er als außerordentlicher Professor für Neutestamentliche Exegese und 1899 als ordentlicher Professor für Neues Testament an die Universität in Münster berufen.
Am 26. November 1908 wählte ihn das Domkapitel zum Bischof von Ermland. Die Bischofsweihe empfing er am 20. Juni 1909 durch den Apostolischen Vikar der Sächsischen Erblande, Aloys Schäfer, im Frauenburger Dom. Mitkonsekratoren waren der Bischof von Kulm, Augustinus Rosentreter, und der Ermländer Weihbischof Eduard Herrmann.
Bludau war auch als Bischof wissenschaftlich tätig, soweit es sein Amt gestattete. Ab 1907 war er Mitherausgeber der Theologischen Revue und ab 1908 der Neutestamentlichen Abhandlungen. Darüber hinaus war ein begeistertes Mitglied des KV. Er übernahm bei seiner Urverbindung in Braunsberg Vorstandsposten und hielt dort Vorträge. Später wurde er auch Ehrenphilister der Königsberger KV-Verbindungen K.St.V. Borussia und K.St.V. Tannenberg.
Augustinus Bludau wurde in der Szembeckschen Kapelle des Frauenburger Doms beigesetzt.

## Schriften
- Die alexandrinische Übersetzung des Buches Daniel und ihr Verhältnis zum massorethischen Text, Herder, Freiburg 1897
- Die beiden ersten Erasmus-Ausgaben des Neuen Testaments und ihre Gegner, Herder, Freiburg 1902
- Juden und Judenverfolgungen im alten Alexandria, Aschendorff, Münster 1906
- Die ersten Gegner der Johannesschriften, Herder, Freiburg 1925
- Die Schriftfälschungen der Häretiker. Ein Beitrag zur Textkritik der Bibel, Herder, Freiburg 1925
- Die Pilgerreise der Aetheria, Schöningh, Paderborn 1927 (Digitalisat).
- Die ägyptischen Libelli und die Christenverfolgung des Kaisers Decius, Herder, Freiburg 1931